# 龍門の滝 (栃木県)

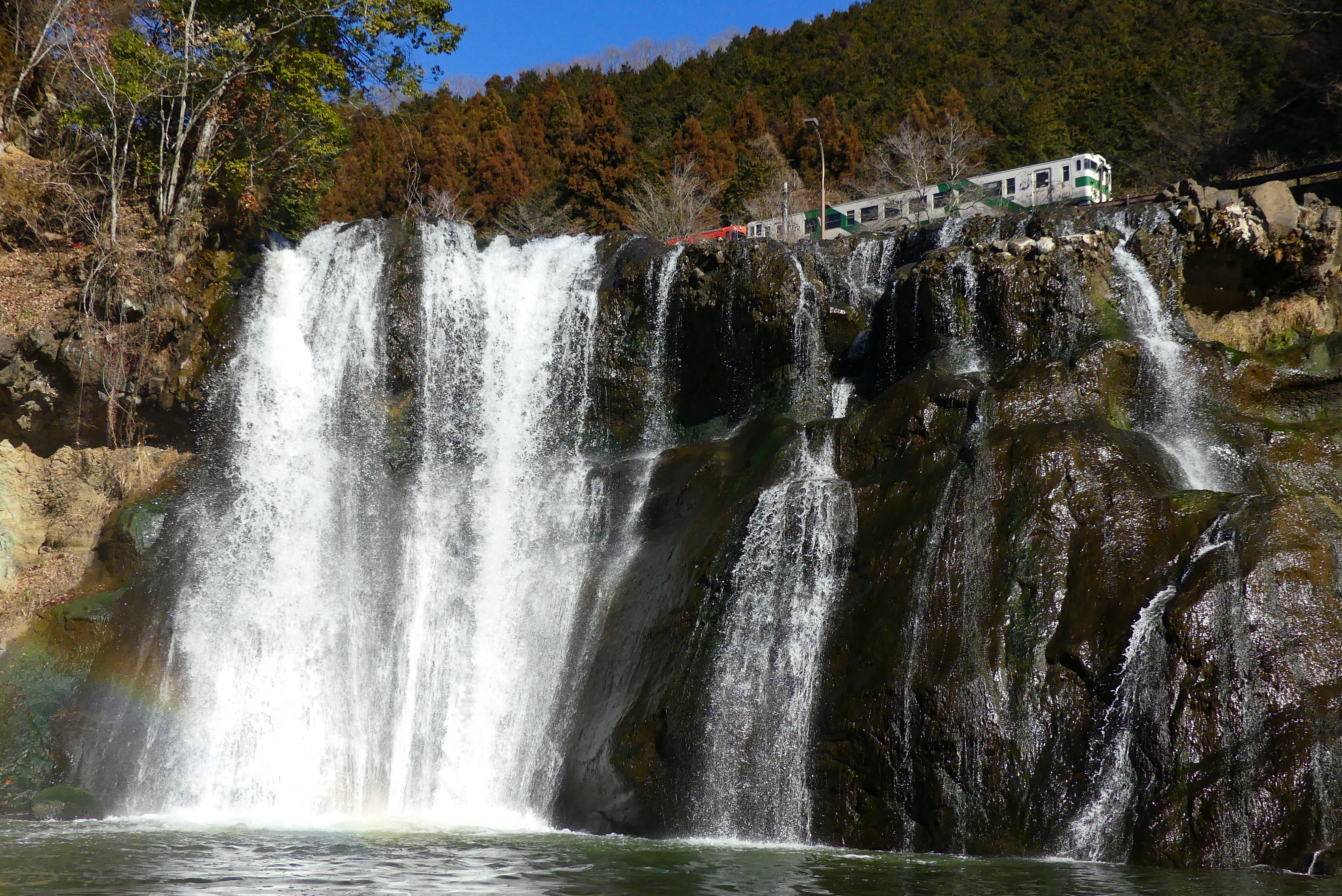
龍門の滝

龍門の滝（りゅうもんのたき）は、栃木県那須烏山市にある滝。

## 概要
那珂川の支流の江川にかかる、幅65m、落差20mの滝。桜や紅葉などの名所でもあり、滝の上をJR烏山線が通ることから撮影スポットになっている。入口に龍門ふるさと民芸館があり、階段を降りていくと滝の方に下ることができる。細かい水飛沫がかかるので、降りる際には注意が必要。滝の中程に女釜・男釜という2つの甌穴があり、大蛇が住んでいたことから名づけられた。

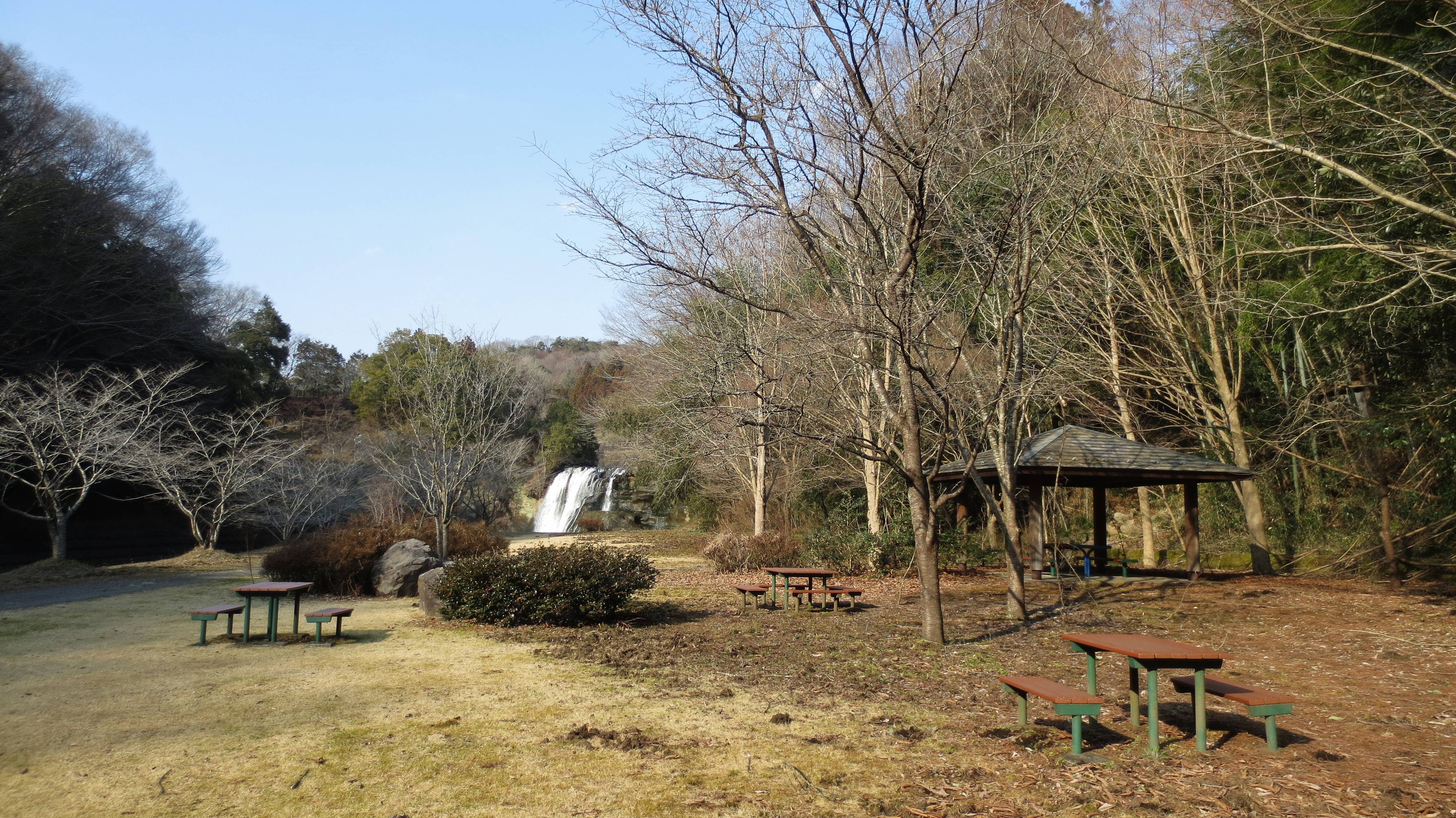
滝水辺公園

- 11月中・下旬には鮭の遡上も見られる。

## 施設
1993年に那須烏山市の観光拠点施設「龍門ふるさと民芸館」がオープンした。2021年4月22日にリニューアルオープンし、施設内に「龍門カフェ」が新設された。

### 龍門ふるさと民芸館／龍門カフェ
事業費1億4000万円をかけて大規模なリニューアル工事を行い、2021年4月22日にフルリニューアルオープン。
「ベーグル」、「滝カレー」、「龍門サイダー」などの地元食材を使ったオリジナルメニューを提供している。滝カレーは、ご飯とルーで龍門の滝を表現し、カボチャやレンコン、レタス、ベビーリーフといった地元の季節野菜で彩りを加えた。ベーグルはイチゴと生クリーム、クリームチーズを挟んだ「イチゴサンド」や、ふかしたカボチャを生地に練り込んだ「カボチャベーグル」などがある。

## アクセス
〒321-0633　栃木県那須烏山市滝
- 鉄道：JR東日本烏山線滝駅から徒歩5分

## 公式サイト
- 栃木県那須烏山市観光協会
- 龍門の滝 様 - とちぎの百様

座標: 北緯36度38分44.3秒 東経140度8分23.2秒 / 北緯36.645639度 東経140.139778度